# هانز جورج يورغر
هانز جورج يورغر (26 نوفمبر 1903 – غ. م.) هو مبارز بالسيف ألماني راحل، مثّل بلاده في الألعاب الأولمبية الصيفية 1936.

## روابط رياضية
هانز جورج يورغر على موقع أوليمبيديا (الإنجليزية)